# Cynaeda allardarlis
Cynaeda allardarlis is een vlinder uit de familie van de grasmotten (Crambidae). De soort is voor het eerst beschreven als Noctuelia allardarlis door Charles Oberthür in een publicatie uit 1876.
De soort komt voor in Algerije.